# Jazz in Silhouette
Jazz in Silhouette è un album discografico del musicista jazz Sun Ra e della sua Arkestra. Il disco venne registrato il 6 marzo 1959 e pubblicato nel maggio seguente dall'etichetta discografica di proprietà di Sun Ra, la El Saturn Records.
Per alcuni anni si credette che il disco fosse stato inciso nel 1958, fino a quando il musicologo e discografico Robert Campbell scoprì i nastri originali, chiaramente datati 6 marzo 1959. La pubblicazione dell'album viene inoltre citata qualche mese dopo sul Chicago Defender del 9 giugno (Sun Ra Discs Hit Album!).

## Il disco
L'album venne registrato a Chicago durante una sessione nella quale fu inciso anche tutto il materiale poi apparso negli LP Sound Sun Pleasure!! e Interstellar Low Ways. Il disco viene considerato uno dei migliori lavori di Sun Ra degli anni a Chicago, prima di immergersi del tutto nel suo periodo avant-garde più sperimentale che avrebbe caratterizzato le sue registrazioni a New York negli anni sessanta.
(Mathew Wuethrich)
Inciso nel 1959 all'El Saturn Studio di Chicago, l'album è uno dei tre dischi che l'Arkestra pubblicò negli anni cinquanta (gli altri due sono Jazz by Sun Ra e Super-Sonic Jazz). La traccia Enlightenment in particolare divenne un cavallo di battaglia delle esibizioni dell'Arkestra, incorporando spesso anche una parte cantata. Originariamente pubblicato con una semplice copertina serigrafata bianca, rossa e nera, accreditata a tale "HP Corbissero", l'album acquisì solo successivamente nei primi anni sessanta la sua caratteristica copertina stile sci-fi, con donne mezze nude che si teletrasportano su una delle lune di Saturno, opera dell'altrettanto misterioso "Evans". Il disco è stato ristampato dalla Impulse! nel 1974, e nuovamente in formato CD dalla Evidence nel 1992.
Nelle prime stampe, le due facciate dell'album erano invertite, iniziando con Hours After come prima traccia, e terminando il secondo lato con Ancient Aiethopia.

## Tracce

### LP vinile 12"
- Tutti i brani sono opera di Sun Ra, eccetto dove indicato diversamente.

Lato A
1. Enlightenment (Hobart Dotson, Sun Ra) – 5:02
2. Saturn – 3:37
3. Velvet – 3:18
4. Ancient Aiethopia – 9:04

Lato B
1. Hours After (Sun Ra, Turner) – 3:41
2. Horoscope – 3:43
3. Images – 3:48
4. Blues at Midnight – 11:56

## Formazione
- Sun Ra - pianoforte, celesta, gong
- Hobart Dotson - tromba
- Marshall Allen - sax alto, flauto
- James Spaulding - sax alto, flauto, percussioni
- John Gilmore - sax tenore, percussioni
- Bo Bailey - trombone
- Pat Patrick - sax baritono, flauto, percussioni
- Charles Davis - sax baritono, percussioni
- Ronnie Boykins - basso
- William Cochran - batteria